# Henryk Dublaga
Henryk Dublaga ps. „Lasota” (ur. 17 grudnia 1926, zm. 1989) – żołnierz Narodowej Organizacji Wojskowej.

## Życiorys
Syn Anieli i Stanisława. Przed wojną aktywista ZHP, od 1940 zaprzysiężony działacz NOW. W 1944 uczęszczał do leżajskiego liceum i był członkiem szkolnej drużyny Żandarmerii Wojskowej NOW ps. Lasota. 29 kwietnia 1946 został aresztowany przez Powiatowy Urząd Bezpieczeństwa Publicznego w Łańcucie, po czym wyrokiem Rejonowego Sądu Wojskowego w Rzeszowie został skazany na 8 lat więzienia. Po ogłoszeniu amnestii w 1947 powrócił do Leżajska i ukończył gimnazjum i liceum w Leżajsku. 25 maja 1949 w czasie próby nielegalnego przekroczenia granicy państwowej w rejonie Śnieżki został zatrzymany przez Straż Graniczną. Po rocznym śledztwie skazany został przez Rejonowy Sąd Wojskowy w Rzeszowie na 15 lat więzienia. Został warunkowo zwolniony z więzienia w Rawiczu 13 lipca 1954.
27 marca 2017 jedna z ulic Leżajska została nazwana jego imieniem.